# Презумпция за невиновност
Презумпцията за невинност или презумпция за невиновност (на латински: praesumptio innocentiae) е отраслов правен принцип в пеналистиката.

Принципът е закрепен в чл. 31, ал. 3 от Конституцията на България: 
| „ | Обвиняемият се смята за невинен до установяване на противното с влязла в сила присъда | “ |

 и в чл. 6, ал. 2 от Европейската конвенция за защита правата на човека и основните свободи, по която Република България е страна от 1992 г.: 
| „ | Всяко лице, обвинено в криминално престъпление, се счита за невинно до доказване на вината му в съответствие със закона | “ |

Също и в чл. 11 на Всеобщата декларация за правата на човека по традиция от френската Декларация за правата на човека и гражданина.
В наказателния процес:
- презумпцията за невиновност има най-голямо приложение. Там обаче теорията я схваща не като самостоятелен принцип, а като гаранция на правото на защита.
- В НПК тя е постулирана в чл. 16 (гласящ дословно като Конституцията „Обвиняемият се смята за невинен до установяване на противното с влязла в сила присъда“), но озаглавен „Презумпция за невиновност“. Т.е. това е единственото нормативно точно наименование, макар че в ежедневния език често се ползва „презумпция за невинност“. Разликата е в съдържанието: не е просто презумпция за липса на вина (срв. презумпцията за вина в гражданското право) в юридическия смисъл на понятието, а и за всички останали елементи на престъпното деяние, т.е. това е едно правило за непричастност към престъпление. Прилагането ѝ се отразява основно върху тежестта на доказване (обвинителят трябва да докаже обвинението) и състезателното начало в процеса, както и за момента на настъпване на последиците на осъждането.
- Някои автори[1] оспорват и качеството ѝ на „презумпция“, а я считат за друг вид правна норма, пряко приложима. Според това мнение (преобладаващо) тя не е предположение, а постулат на законодателя; не се основава на факт и не се влияе от никакви факти. (Защитимо е и че тя е оборима презумпция; известно е, че оборимите презумпции имат процесуален, доказателствен ефект; презумпционната предпоставка е факта на повдигане на обвинение; оборването се извършва чрез доказването на обвинението.)

До края на XVIII век, особено в германския углавен процес, обвиняемият е длъжен да доказва своята невиновност, в случай че се счита невинен.
Въпреки това идеята има стари корени. Първоначалната praesumptio boni viri (добросъвестност на тъжителя) се развива през 3 век в тежест на доказване на ищеца. По-късно принципът заляга в английската Великата харта на свободите от XIII век.